# Atrociraptor marshalli
Atrociraptor marshalli ('ladrón cruel de Wayne Marshall') es la única especie conocida del género extinto Atrociraptor de dinosaurio dromeosáurido que vivió a finales del período Cretácico, hace 68 millones de años, en el Maastrichtiense en lo que es hoy Norteamérica. El espécimen tipo fue descubierto en la Formación Cañón Herradura, cerca de Drumheller, Alberta, y descrito por primera vez en 2004 por Philip J. Currie y David Varricchio, quienes bautizaron y describieron la especie tipo de Atrociraptor como A. marshalli. El nombre del género proviene del latín atrox ('cruel') y raptor ('ladrón').

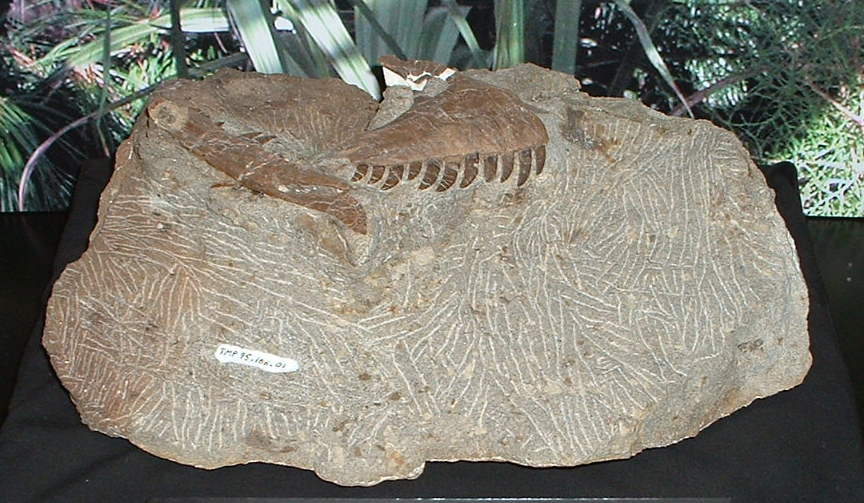
Espécimen fósil.

El holotipo y única una muestra de Atrociraptor, RTMP 95.166.1, fue descubierto por Wayne Marshall en 1995, en las capas de la formación Cañón Herradura que también contiene el lecho de huesos de Albertosaurus, cerca de Drumheller. Este lecho de huesos se encuentra en la parte superior de la unidad 4 de la formación Cañón Herradura, que data de hace aproximadamente el 68,5 millones de años. Los restos encontrados de Atrociraptor corresponden a ambos premaxilares, al maxilar derecho y a dientes tanto superiores como inferiores. Rasgo inhabitual en los dromeosáuridos, el cráneo es corto y alto. Los dientes son relativamente rectos, pero emergen de inserciones dentales en ángulo, resultando en una fila fuertemente rastrillada de dientes. Dientes aislados, anteriormente referidos a Saurornitholestes, han sido también descubiertos en la Formación del Cañón de Herradura, estos pueden asignarse por sus largas y extrañas endentaduras. Atrociraptor fue del tamaño de un Bambiraptor, en 2010 Gregory S. Paul estimó que medía unos dos metros de largo y un peso de unos 15 kilogramos.

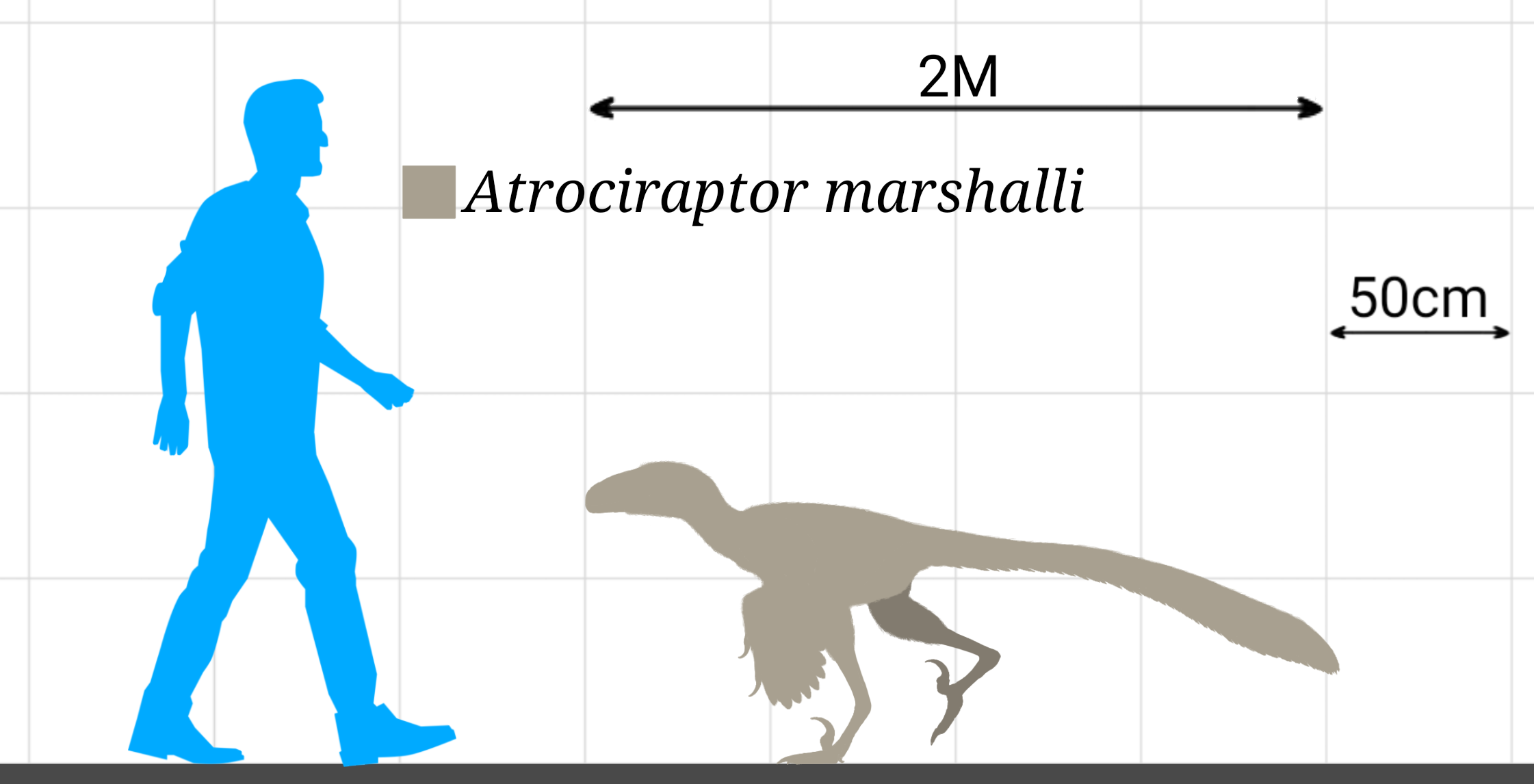
Tamaño de Atrociraptor comparado con un humano.

Atrociraptor se diferencia de Bambiraptor y otros dinosaurios del clado Velociraptorinae por su dentición isodonte, sus dientes son de distinto tamaño pero de igual forma y hocico profundo y bajo. Una abertura del cráneo, la fenestra maxilar, relativamente grande, está situada justo encima de otra abertura, la fenestra promaxillar, un carácter no observado en otras especies. Los naturalistas que describieron la especie Atrociraptor la atribuyeron al taxón Velociraptorinae, dentro de un taxón mayor: Dromaeosauridae. Sin embargo, en 2009 Currie publicó un análisis cladistico mostrando a Atrociraptor como miembro de Saurornitholestinae.